# Ideales Bosegas
Ein ideales Bosegas ist eine quantenmechanische Version des klassischen idealen Gases. Es handelt sich also um ein Gas freier, nicht miteinander wechselwirkender Bosonen. Bosonen sind Teilchen mit ganzzahligem Spin, die der Bose-Einstein-Statistik folgen.:264:229
Die statistische Mechanik für Bosonen wurde von Satyendra Nath Bose für Photonen entwickelt. Weiterentwickelt für massive Teilchen wurde sie von Albert Einstein, der erkannte, dass ein ideales Gas aus Bosonen einen Phasenübergang besitzt und zu einem Bose-Einstein-Kondensat kondensieren würde, wenn die Temperatur unter einen bestimmten kritischen Wert sinkt. Dies ist für ein klassisches ideales Gas nicht der Fall.

## Anwendungen
Der Lambdaübergang von Helium 4He zu suprafluidem Helium II weist einige Parallelen zur Bose-Einstein-Kondensation auf:340, wohingegen flüssiges 3He als ideales Fermigas modelliert werden kann.